# Cisco Houston
Gilbert Vandine 'Cisco' Houston (18 de Agosto de 1918 – 19 de Abril de 1961) foi um cantor americano de folk que é muito associado com Woody Guthrie devido às suas extensas histórias de gravações juntos.
Houston foi um artista que regularmente gravava para o estúdio de gravação Folkways Records de Moses Asch. Ele também se apresentou com muitos músicos de folk/blues como Lead Belly, Sonny Terry, e os Almanac Singers.

## Discografia selecionada
- Cowboy Ballads and Railroad Songs (Folkways FA 2022) (1952)[2]
- 900 Miles and Other R. R. Songs (Folkways FA 2013) (1954)[3]
- More Songs By Woody Guthrie And Cisco Houston (Melodisc MLP12-106) (1955)[4]
- Cisco Sings (Folkways FA 2346) (1958)[5]
- Cisco Houston Sings Songs of the Open Road (Folkways FA 2480) (1960)[6]
- Sings the Songs of Woody Guthrie (Vanguard VRS 9089) (1960)[7]
- I Ain't Got No Home (Vanguard VRS-9107) (1962)[8]
- Nursery Rhymes, Games & Folk Songs (Folkways FC 7606) (1963)[9]
- Passing Through (Verve Folkways FV/FVS 9002) (1965)[10]